# Nowa Wieś Wielka (województwo wielkopolskie)
Nowa Wieś Wielka (niem. Groß Neudorf) – wieś w Polsce położona w województwie wielkopolskim, w powiecie kolskim, w gminie Przedecz.
W latach 1975–1998 miejscowość położona była w województwie konińskim.